# Clément Turpin
Clément Turpin (Oulins, Francia, 16 de mayo de 1982) es un árbitro de fútbol de Francia que pertenece a la UEFA, adscrito al comité francés, arbitra partidos en la Ligue 1.

## Trayectoria
Turpin fue nombrado árbitro FIFA en 2010. 
Arbitró el partido de vuelta de la  Repesca OFC-Conmebol por la clasificación para la Copa Mundial de Fútbol Rusia 2018 el 15 de noviembre de 2017, 21:15 (UTC-5) en Lima, Perú, entre Perú (2) y Nueva Zelanda (0), donde el equipo local logró  clasificar a un mundial luego de 36 años.
Arbitró dos partidos de la Eurocopa 2016. También fue designado para dirigir partidos en el Torneo masculino de fútbol en los Juegos Olímpicos de Río de Janeiro 2016, debutando en el partido Nigeria contra Japón (5-4).
Fue designado por la UEFA para arbitrar la Final de la Liga de Campeones de la UEFA 2021-22, entre el Liverpool FC y el Real Madrid, con victoria por 0-1 del equipo "merengue", con gol de Vinícius Júnior.

## Copa Mundial de la FIFA
| Copa Mundial de Fútbol de 2018 – Rusia | Copa Mundial de Fútbol de 2018 – Rusia | Copa Mundial de Fútbol de 2018 – Rusia | Copa Mundial de Fútbol de 2018 – Rusia | Copa Mundial de Fútbol de 2018 – Rusia | Copa Mundial de Fútbol de 2018 – Rusia   | Copa Mundial de Fútbol de 2018 – Rusia | Copa Mundial de Fútbol de 2018 – Rusia |
| Fecha                                  | Partido                                | Sede                                   | Fase                                   | Amonestado                             | Otorgado · Otorgado otra vez · Expulsado | Expulsado                              | Anotado · Penal                        |
| -------------------------------------- | -------------------------------------- | -------------------------------------- | -------------------------------------- | -------------------------------------- | ---------------------------------------- | -------------------------------------- | -------------------------------------- |
| 20 de junio de 2018                    | Uruguay 1 – 0 Arabia Saudita           | Rostov-on-Don                          | Fase de grupos                         | 0                                      | 0                                        | 0                                      | 0                                      |
| 27 de junio de 2018                    | Suiza 2 – 2 Costa Rica                 | Nizhniy Novgorod                       | Fase de grupos                         | 6                                      | 0                                        | 0                                      | 1                                      |